# Javier Couso Permuy

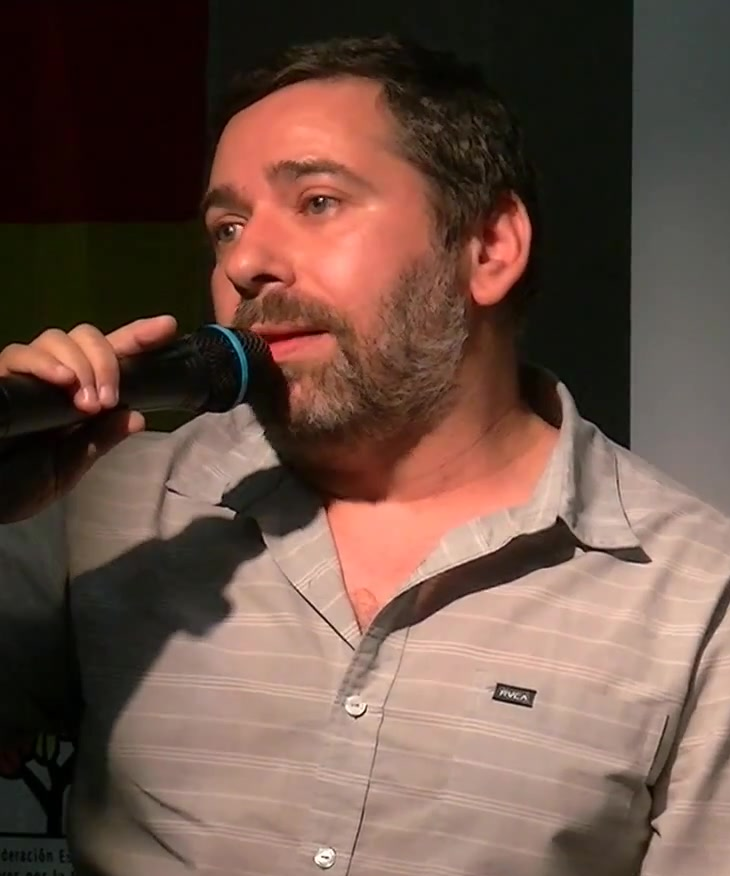
Javier Couso Permuy (2014)

Javier Couso Permuy (* 8. November 1968 in Ferrol) ist ein spanischer Politiker der Izquierda Unida. Couso war von 2014 bis 2019 Mitglied des Europäischen Parlaments als Teil der GUE/NGL-Fraktion.

## Leben
Seit der Europawahl 2014 war Couso Permuy Abgeordneter im Europäischen Parlament. Dort war er Stellvertretender Vorsitzender im Ausschuss für auswärtige Angelegenheiten und in der Delegation für die Beziehungen zum Irak sowie Mitglied im Unterausschuss für Sicherheit und Verteidigung und in der Delegation für die Beziehungen zur Parlamentarischen Versammlung der NATO. 
Bei der Europawahl 2019 kandidierte er nicht erneut.